# Catena del Parpaillon
La Catena del Parpaillon (detto anche, in forma più completa Catena Font Sancte-Parpaillon-Grand Bérard) è un massiccio montuoso delle Alpi Cozie (Alpi del Monviso), posto in Francia, raccogliendo le montagne tra il Lago di Serre-Ponçon ed il Col Tronchet.

## Delimitazioni
Secondo le definizioni della SOIUSA la Catena del Parpaillon ha i seguenti limiti geografici: Col Tronchet, Valle dell'Ubaye, Lago di Serre-Ponçon, fiume Durance, fiume Guil, Vallon du Cristilan, Vallon du Mélezet, Col Tronchet.

## Classificazione
La SOIUSA definisce la Catena del Parpaillon come un supergruppo alpino e vi attribuisce la seguente classificazione:
- Grande parte = Alpi Occidentali
- Grande settore = Alpi Sud-occidentali
- Sezione = Alpi Cozie
- Sottosezione = Alpi del Monviso
- Supergruppo = Catena del Parpaillon
- Codice = I/A-4.I-B

## Suddivisione
La Catena del Parpaillon viene suddivisa in due gruppi e cinque sottogruppi:
- Massiccio della Font Sancte (5)[1]
  - Gruppo Foncte Sancte-Heuvières (5.a)
  - Gruppo Houerts-Pneyron (5.b)
- Massiccio Parpaillon-Grand Bérard (6)
  - Gruppo del Parpaillon (6.a)
  - Gruppo del Grand Bérard (6.b)
  - Catena Aupillon-Pouzenc (6.c)

## Montagne

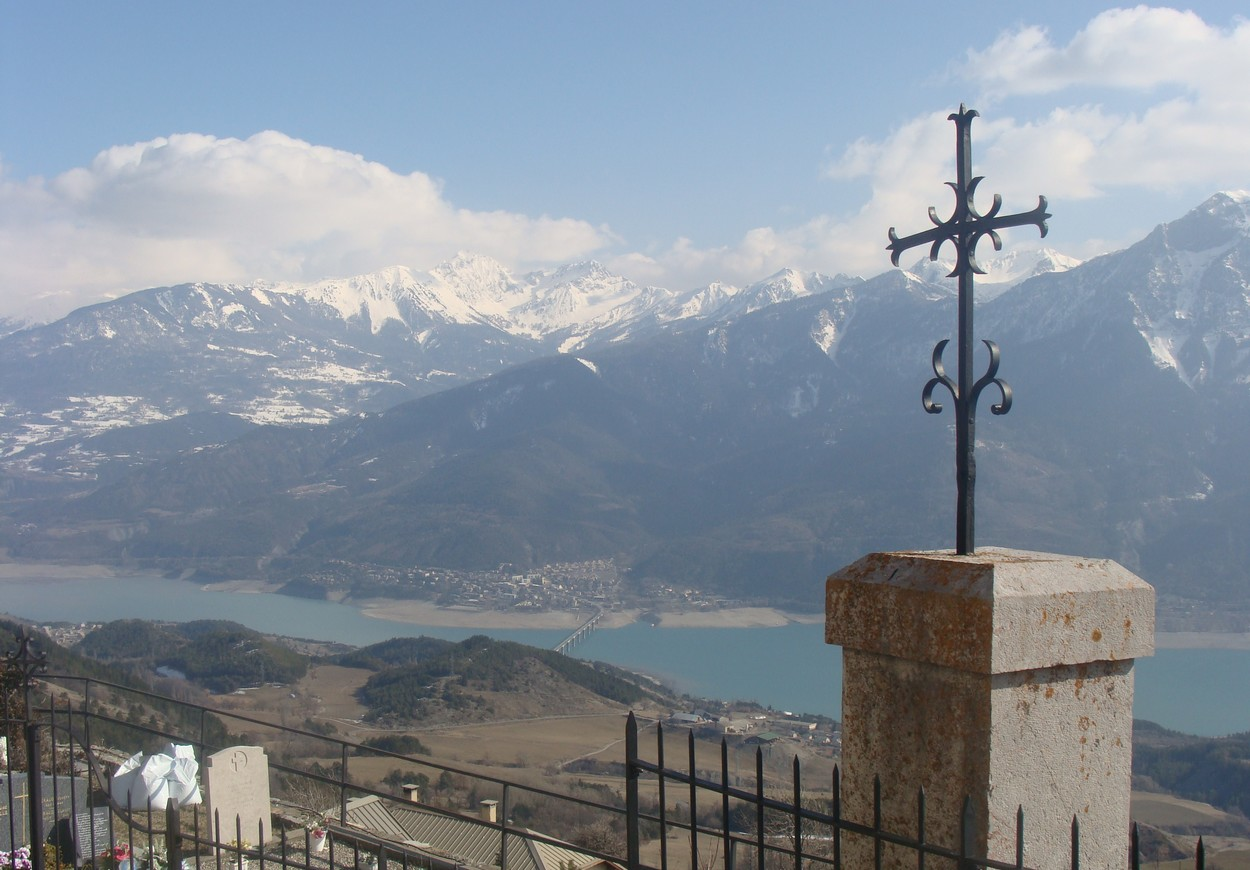
Il Lago di Serre-Ponçon e, sullo sfondo, la Catena del Parpaillon.

Le montagne principali appartenenti alla Catena del Parpaillon sono:
- Pics de la Font Sancte - 3.385 m
- Pic des Heuvières - 3.271 m
- Pic de Panestrel - 3.254 m
- Pic des Houerts - 3.235 m
- Tête de la Petite Part - 3.144 m
- Grand Bérard - 3.046 m
- Grand Parpaillon - 2.990 m
- La Chalanche - 2.984 m
- Tête de Crouès - 2.928 m
- L'Aupillon - 2.917 m
- Mont Pouzenc - 2.898 m
- Tête de Maralouches - 2.888 m
- Grande Épervière - 2.884 m
- Pointe de l'Eyssina - 2.837 m
- Pic de Boussolenc - 2.832 m
- Tête de Paneyron - 2.785 m
- Pic de Chabrières - 2.727 m
- Pic de Morgon - 2.324 m
- Petit Parpaillon - 2.148 m